# 福岡市立那珂南小学校
福岡市立那珂南小学校（ふくおかしりつ なかみなみしょうがっこう）は、福岡県福岡市博多区元町三丁目にある公立小学校。

## 態様
福岡市博多区域の南端、同県大野城市と春日市との境界を間近に抱える市街の一角に所在する。大楠が象徴樹木。

## 歴史
- 昭和25年（1950年） - 筑紫郡那珂町立那珂南小学校として開校。
- 昭和30年（1955年） - 福岡市立那珂南小学校となる。

## 交通
脇を県道56号が走る。最寄の鉄道駅はJR鹿児島本線南福岡駅。西鉄駅ならば天神大牟田線雑餉隈駅または同線春日原駅。

## 周辺
- 博多南郵便局

わずか北西に所在（小道を隔てて隣接）。
- 那珂南公民館・老人いこいの家

市の運営による社会福祉施設。北脇に所在。
- 市営西春町住宅（非公式）

福岡市の市営住宅のひとつ。車道を隔てた北東に所在。
- 元町十日恵比須神社

毎年12月の第二金・土・日曜日に十日恵比須祭りが開催される。（参照『元町十日恵比須神社』）
- 猿田彦石柱

西南脇に存在。